# Ephesia caerulescens
Ephesia caerulescens är en fjärilsart som beskrevs av Franz Dannehl 1933. Ephesia caerulescens ingår i släktet Ephesia och familjen nattflyn. Inga underarter finns listade i Catalogue of Life.